# 奄美群島
奄美群島（日语：／ Amami Guntō），為琉球群島北部的一個群島，位於日本九州島的南方、沖繩群島的北方，行政區劃屬於日本鹿兒島縣大島支廳。
地名「奄美」是來自過去琉球國神話中的女神阿摩美久（アマミキヨ）。

## 島嶼
- 奄美大島（島上有奄美市、龍鄉町、大和村、宇檢村、瀨戶內町）
- 枝手久島（無人島、屬於宇檢村）
- 喜界島（屬於喜界町）
- 加計呂麻島（屬於瀨戶內町）
- 江仁屋離島（無人島、屬於瀨戶內町）
- 須子茂島（無人島）
- 與路島（屬於瀨戶內町）
- 請島（屬於瀨戶內町）
- 木山島（無人島）
- （無人島）
- 德之島（島上有德之島町、伊仙町、天城町）
- 沖永良部島（島上有和泊町、知名町）
- 與論島（屬於與論町）